# تپه جن داره
تپه جن داره مربوط به عصر مس است و در شهرستان خرم‌آباد، بخش چغلوندی، دهستان بیرانوند جنوبی، روستای نمکلان علیا واقع شده و این اثر در تاریخ ۲۸ اسفند ۱۳۸۵ با شمارهٔ ثبت ۱۸۵۴۶ به‌عنوان یکی از آثار ملی ایران به ثبت رسیده است.